# Nom de casa
Els noms de casa, també anomenats sobrenoms, són renoms que funcionen com una espècie de cognom no oficial, determinat per la pertinença a una determinada família ("Bargalló", "Crac", "Cerdanyès", etc.).
De fet, els cognoms es van originar com a noms de casa que més endavant van oficialitzar-se, és a dir, que els actuals cognoms antigament van ser noms de casa. En general, són ben acceptats per les persones a les quals s'apliquen. Sovint se'ls fa precedir de l'expressió "de cal" o "de ca la" ("de ca la Pia") o només de la preposició "de" ("de la Rita"). Solen provenir d'un malnom, d'un prenom, d'un hipocorístic o d'un cognom -ara desaparegut- d'un avantpassat de la família.